# Lista di Saqqara
La Lista di Saqqara è un dipinto parietale rinvenuto a Saqqara, nella tomba di un nobile della XIX dinastia, rappresentante il re Ramses II in atto di offertorio a cinquantasette suoi predecessori sul trono, rappresentati da altrettanti cartigli. Quattro nomi sono del tutto illeggibili e alcuni altri sono stati parzialmente ricostruiti in base alla posizione e ad altre esistenti Liste reali egizie.

## Lista dei Re
I nomi sono elencati in ordine cronologico inverso, da in alto a destra a in basso a sinistra, così come dovrebbero essere letti in scrittura geroglifica.
| Fila superiore | Fila superiore        | Fila superiore            | Fila inferiore | Fila inferiore        | Fila inferiore               |
| No.            | Faraone               | Nome scritto sulla lista  | No.            | Faraone               | Nome scritto sulla lista     |
| -------------- | --------------------- | ------------------------- | -------------- | --------------------- | ---------------------------- |
| 1              | Ramesse II            | Usermaatra setepenra      | 30             | Neferefra             | Khaneferra                   |
| 2              | Seti I                | Menmaatra                 | 31             | Shepseskara           | Shepseskara                  |
| 3              | Ramesse I             | Menpehtira                | 32             | Neferirkara Kakai     | Neferirkara                  |
| 4              | Horemheb              | Djeserkheperura setepenra | 33             | Sahura                | Sahura                       |
| 5              | Nome andato distrutto | Nome andato distrutto     | 34             | Userkaf               | Userkaf                      |
| 6              | Nome andato distrutto | Nome andato distrutto     | 35             | Nome andato distrutto | Nome andato distrutto        |
| 7              | Nome andato distrutto | Nome andato distrutto     | 36             | Nome andato distrutto | Nome andato distrutto        |
| 8              | Nome andato distrutto | Nome andato distrutto     | 37             | Nome andato distrutto | Nome andato distrutto        |
| 9              | Nome andato distrutto | Nome andato distrutto     | 38             | Nome andato distrutto | Nome andato distrutto        |
| 10             | Nome andato distrutto | Nome andato distrutto     | 39             | Nome andato distrutto | Nome andato distrutto        |
| 11             | Amenhotep I           | Djeserkara                | 40             | Chefren               | Khafra                       |
| 12             | Ahmose I              | Nebpehtira                | 41             | Djedefra              | Djedefra                     |
| 13             | Mentuhotep II         | Nebhepetra                | 42             | Cheope                | Khufu                        |
| 14             | Mentuhotep III        | Seankhkara                | 43             | Snefru                | Sneferu                      |
| 15             | Amenemhat I           | Sehotepibra               | 44             | Huni                  | Huni                         |
| 16             | Sesostri I            | Kheperkara                | 45             | Nebkara               | Nebkara                      |
| 17             | Amenemhat II          | Nubkaura                  | 46             | Sekhemkhet            | Djoser-teti                  |
| 18             | Sesostri II           | Khakheperra               | 47             | Djoser                | Djoser                       |
| 19             | Sesostri III          | Khakhaura                 | 48             | Khasekhemwy           | Beby                         |
| 20             | Amenemhat III         | Nimaatra                  | 49             | Hudjefa               | "Nome parzialmente mancante" |
| 21             | Amenemhat IV          | Maatkherura               | 50             | Sekhemieb-Perenmaat?  | Neferkasokar                 |
| 22             | Nefrusobek            | Kasobekra                 | 51             | Peribsen?             | Neferkare                    |
| 23             | Pepi II Neferkare     | Neferkara                 | 52             | Sened                 | Senedj                       |
| 24             | Merenra I             | Merenra                   | 53             | Ueneg                 | Wadjnes                      |
| 25             | Pepi I Meryra         | Pepi                      | 54             | Nynetjer              | Banetjeru                    |
| 26             | Teti                  | Teti                      | 55             | Raneb                 | Kakau                        |
| 27             | Unis                  | Unis                      | 56             | Hotepsekhemwy         | Baunetjer                    |
| 28             | Djedkara Isesi        | Maatkara                  | 57             | Qa'a                  | Qebehu                       |
| 29             | Menkauhor             | Menkauhor                 | 58             | Anedjib               | Merbapen                     |

### Proposta di ricostruzione
Poiché i nomi 5-10 e 35-39 sono mancanti o gravemente danneggiati, si suggerisce che i seguenti nomi fossero quelli presenti sulla lista. Anche se questa ricostruzione si basa su altri elenchi di re e prove circostanziali, si deve comunque tenere presente che l'elenco è congetturale. I nomi particolarmente dubbi sono contrassegnati col punto interrogativo.

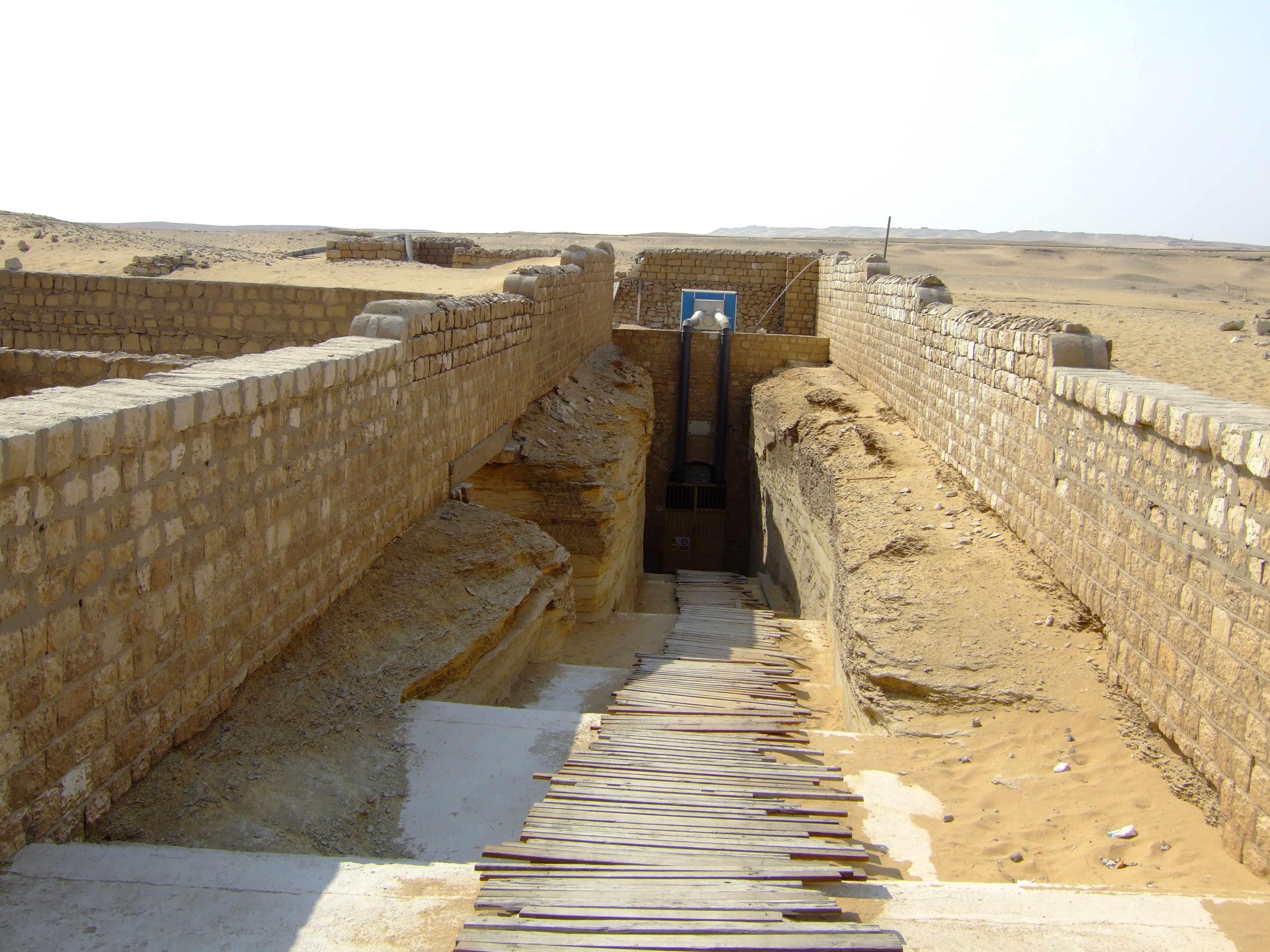
Ingresso al Serapeo

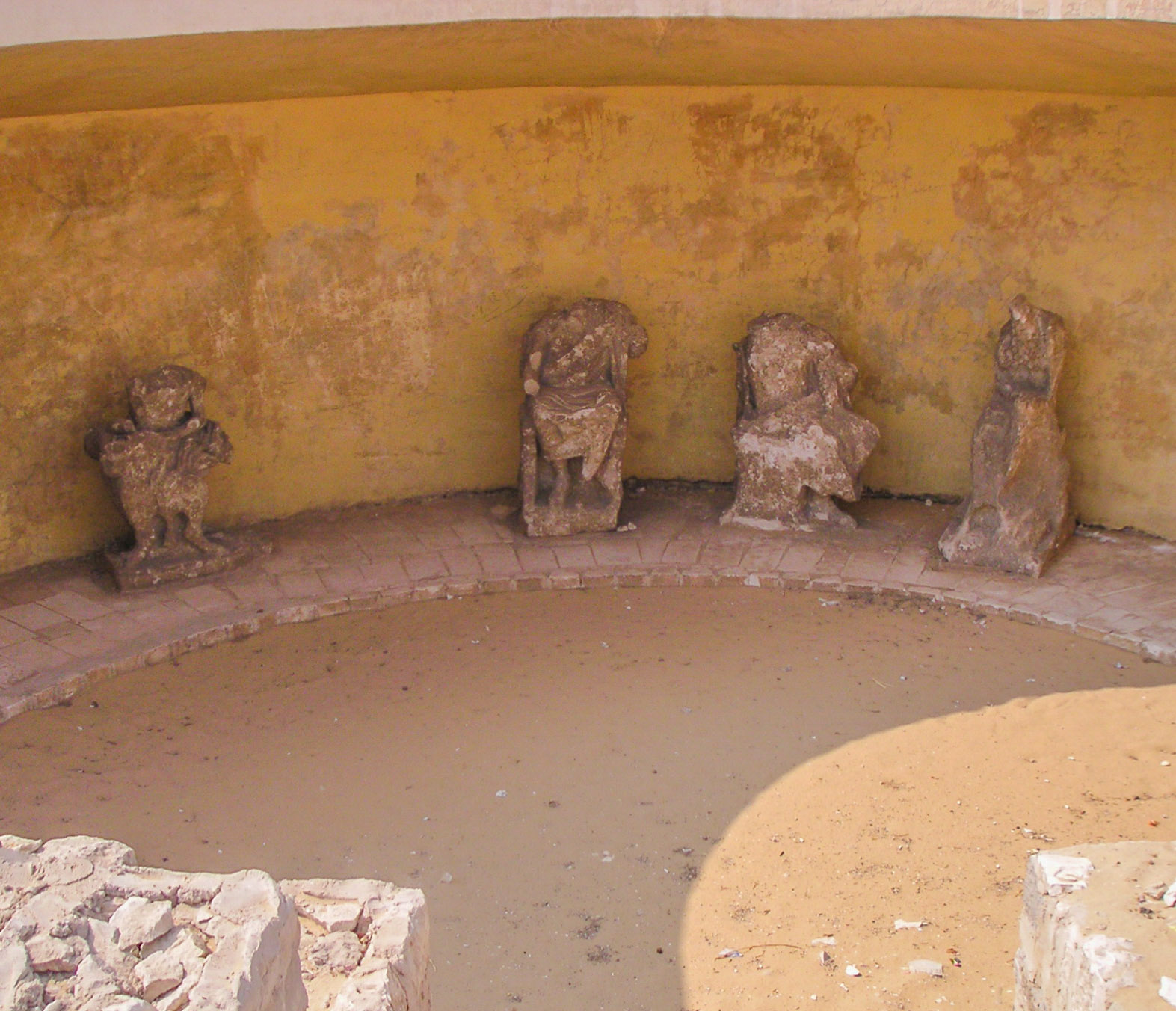
Il Circolo dei filosofi

| Fila superiore | Fila superiore | Fila superiore                          | Fila inferiore | Fila inferiore | Fila inferiore                          |
| No.            | Faraone        | Nome verosimilmente scritto sulla lista | No.            | Faraone        | Nome verosimilmente scritto sulla lista |
| -------------- | -------------- | --------------------------------------- | -------------- | -------------- | --------------------------------------- |
| 5              | Amenhotep III  | Nebmaatra                               | 34             | Userkaf        | Userkaf                                 |
| 6              | Thutmose IV    | Menkheperura                            | 35             | Khentkaus I?   | Khentkaus?                              |
| 7              | Amenhotep II   | Aakheperura                             | 36             | Djedefptah?    | Djedefptah/Djedefhor?                   |
| 8              | Thutmose III   | Menkheperra                             | 37             | Shepseskaf     | Shepseskaf                              |
| 9              | Thutmose II    | Aakheperenra                            | 38             | Menkaure       | Menkaura                                |
| 10             | Thutmose I     | Aakheperkara                            | 39             | Baka?          | Bakare?/Baufra?                         |